# Giovanni Amoroso
Giovanni Amoroso (Mercato San Severino, 30 marzo 1949) è un giurista italiano, giudice della Corte costituzionale dal 13 novembre 2017 e presidente della stessa dal 21 gennaio 2025.

## Biografia
È stato un magistrato della Corte di cassazione, presidente della sezione lavoro (dal 2016), componente delle Sezioni Unite civili (dal 2006) e direttore dell'Ufficio del Massimario e del Ruolo. È stato anche consigliere di cassazione presso la sezione lavoro e presso la terza sezione penale.
In precedenza è stato anche docente universitario di diritto civile all'Università degli Studi di Macerata e di diritto costituzionale presso la Libera Università Mediterranea di Casamassima.
È autore di numerose pubblicazioni di diritto del lavoro, giustizia costituzionale, diritto civile e procedura civile.
Il 26 ottobre 2017 è stato eletto giudice costituzionale, dove era già stato a lungo assistente di studio, dai giudici della Corte di cassazione in una votazione di ballottaggio. Ha giurato, ed è quindi entrato ufficialmente in carica, il 13 novembre successivo. Il 12 dicembre 2023 viene nominato vicepresidente della Corte costituzionale dal neoeletto presidente Augusto Barbera.
Il 16 maggio 2018 ha visitato, nell'ambito del "Viaggio nelle scuole", l'Istituto di Istruzione liceale tecnico e professionale di Verres (Aosta). Su domanda di uno studente, ha manifestato la propria contrarietà all'introduzione dell'opinione dissenziente nell'ordinamento italiano, anche per quanto riguarda i giudici costituzionali.
Il 21 gennaio 2025 è stato eletto all'unanimità presidente della Corte costituzionale.

## Opere
- Il diritto del lavoro, con Vincenzo Di Cerbo e Arturo Maresca, Milano, Giuffrè Editore.
- Contratto collettivo dei dirigenti: commento ai vigenti c.c.n.l. dei dirigenti di aziende industriali, commerciali, agricole, del credito e delle casse di risparmio, Napoli, Jovene, 1987.
- Contratto collettivo per la scuola pubblica e privata: commento agli accordi sindacali della scuola pubblica ed ai contratti collettivi delle scuole private, Napoli, Jovene, 1989, ISBN 88-243-0787-6.
- Commentario allo Statuto dei lavoratori e alla normativa sui licenziamenti: esposizione di giurisprudenza con riferimenti di dottrina, con Vincenzo Di Cerbo, Milano, Giuffrè Editore, 1992, ISBN 88-14-03382-X.
- Statuto dei lavoratori e disciplina dei licenziamenti, con Vincenzo Di Cerbo, Milano, Giuffrè Editore, 1997, ISBN 88-14-06462-8.
- La giurisprudenza della Corte costituzionale sulla sicurezza sociale, 1990-1996, curatela con Raffaele Foglia e Lucia Tria, Milano, Giuffrè Editore, 1997, ISBN 88-14-06282-X.
- L'impresa familiare, Padova, CEDAM, 1998, ISBN 88-13-21124-4.
- Il giudizio civile di cassazione, Milano, Giuffrè Editore, 2012, ISBN 88-14-16438-X.
- Il giudizio costituzionale, con Giampaolo Parodi, Milano, Giuffrè Editore, 2015, ISBN 978-88-14-20355-8.